# Росарито
Росарито (исп. Rosarito), полное официальное наименование Плаяс-де-Росарито (исп. Playas de Rosarito) — город в Мексике, штат Нижняя Калифорния, входит в состав муниципалитета Плаяс-де-Росарито и является его административным центром. Численность населения, по данным переписи 2020 года, составила 100 660 человек.

## Топонимика
Название Playas de Rosarito составное: Playas с испанского языка переводится как пляжи, а Rosarito происходит от испанского слова Rosario — монашеские чётки, было дано монахами-миссионерами в конце XVIII века.

## История
Официальной датой основания поселения считается 14 мая 1885 года, когда исследователь дон Хоакин Мачадо добился от президента Порфирио Диаса присуждения права собственности этих земель. Он возвёл здесь ранчо Эль-Росарио с глинобитным домом.
В 1916 году земли ранчо были проданы эксплуатационной компании Нижняя Калифорния, которая собиралась добывать нефть, но проект был заброшен.
В 1927 году земли перешли в управление компании «Морено и Ко», которая начала строительство отеля на 10 номеров и казино. В 1937 году азартные игры в Мексике были запрещены и казино закрылось.
В 1939 году по резолюции президента Ласаро Карденаса земли компании были экспроприированы для создания деревни Масатлан.
В 1964 году по указу президента Лопеса Матеоса деревня становится посёлком Росарито. В 70-е годы начинается масштабное строительство отелей, ресторанов, туристических кондоминиумов.
В 1995 году происходит разделение муниципалитета Тихуана, и Росарио становится городом и административным центром нового муниципалитета.